# 戈盧比亞京
49°51′18″N 29°30′49″E / 49.85500°N 29.51361°E
戈盧比亞京（烏克蘭語：Голуб'ятин）是烏克蘭北部的村莊，隸屬日托米爾州的日托米爾區。該村始建於1720年，面積5.05平方公里，海拔高度197米，2001年人口605。